# Chite
Chite (también llamada popularmente El Chite) es una localidad española perteneciente al municipio de Lecrín, en la provincia de Granada (comunidad autónoma de Andalucía). Está situada en la parte centro-oriental del Valle de Lecrín. Cerca de esta localidad se encuentran los núcleos de Talará, Murchas, Melegís, Mondújar, Béznar, Peloteos y Restábal.

## Historia
Chite fue un municipio independiente hasta 1967, cuando se fusionó junto con Acequias, Mondújar, Murchas y Talará en un solo municipio llamado Lecrín, recayendo la capitalidad municipal en el núcleo talareño. Seis años más tarde se incorporó Béznar, junto con su por entonces pedanía de Peloteos.

## Demografía
| Gráfica de evolución demográfica de Chite y Talará entre 1842 y 1960 |
| |
| Población de derecho según los censos de población del INE Población de hecho según los censos de población del INEEn 1967 este municipio desaparece porque se agrupa en el municipio Lecrín |

## Cultura

### Fiestas
Chite celebra cada año sus fiestas populares el último fin de semana de mayo o primero de junio en honor a San Segundo, patrón del pueblo.

## Chiteros célebres
- José Guerrero (1914-1991), pintor criado en esta localidad, de donde era natural su madre.